# قرار مجلس الأمن التابع للأمم المتحدة رقم 1934
قرار مجلس الأمن التابع للأمم المتحدة رقم 1934، الذي تم تبنيه بالإجماع في 30 يونيو 2010، بعد النظر في تقرير الأمين العام بان كي مون بشأن قوة الأمم المتحدة لمراقبة فض الاشتباك، مدد المجلس تفويضها لمدة ستة أشهر أخرى حتى 31 ديسمبر 2010.
دعا مجلس الأمن إلى تنفيذ القرار 338 (1973) الذي طالب بإجراء مفاوضات بين الأطراف من أجل تسوية سلمية للوضع في الشرق الأوسط. ورحب بجهود قوة الأمم المتحدة لمراقبة فض الاشتباك لتنفيذ سياسة الأمين العام المتمثلة في عدم التسامح مطلقا مع الاستغلال والانتهاك الجنسيين. في وقت اعتماد القرار 1934، كان يرأس قوة الأمم المتحدة الجنرال الفلبيني ناتاليو إيكارما الثالث.
أخيرًا، طُلب من الأمين العام تقديم تقرير قبل نهاية تفويض قوة الأمم المتحدة بشأن تدابير تنفيذ القرار 338 والتطورات في الوضع. تأسست قوة الأمم المتحدة لمراقبة فض الاشتباك عام 1974 بموجب القرار 350 لمراقبة وقف إطلاق النار بين إسرائيل وسوريا. وأشار تقرير الأمين العام عملا بالقرار السابق بشأن قوة الأمم المتحدة إلى أن الحالة في الشرق الأوسط لا تزال متوترة إلى أن يتم التوصل إلى تسوية.